# 고간차야역
고간차야역(일본어: 古賀茶屋駅)은 일본 후쿠오카현 구루메시에 위치한 서일본 철도 아마기 선의 역이다.

## 역사
- 1915년 10월 15일: 미쓰이 전기궤도의 역으로 영업 개시.
- 1924년 6월 30일: 회사의 합병으로 규슈 철도 미쓰이 선의 역이 됨.
- 1942년
  - 9월 19일: 규슈 전기궤도에 합병되어 본 회사의 역이 됨.
  - 9월 22일: 규슈 전기궤도가 서일본 철도로 회사명 변경.
- 1948년 7월 15일: 노선 명칭 변경에 의하여 서일본 철도 아마기 선의 역이 됨.
- 1967년: 역사 개축.
- 2008년 5월 18일: IC카드 nimoca 공용 개시.
- 2017년 2월 1일: 역 번호 도입.

## 역 구조
단선 승강장 1면 1선의 지상역이다. 예전에는 열차 교환 설비가 있었고, 쇼와 40년대에 폐지되었지만 폐지일은 불명이다. 유인역에서 간단한 역사가 있다. 역 창구 영업 시간은 오전이 6:30 ~ 11:00시 까지, 오후는 16:00 ~ 22:00시 까지이다.

### 승강장
| 1 | ■ 아마기 선 | 혼고・아마기 방면                 |
| 1 | ■ 아마기 선 | 미야노진・하나바타케・오무타 방면 |

## 역 주변
역전에는 화창한 전원 지대가 펼쳐진다. 역에서 강을 사이에 두고 바로 뒤에는 구 기타노 정으로 옛 구루메 시와 경계이다.

## 인접역
| 서일본 철도 ■ 아마기 선    | 서일본 철도 ■ 아마기 선 | 서일본 철도 ■ 아마기 선 |
| -------------------------- | ----------------------- | ----------------------- |
| A10 갓코마에 미야노진 방면 |                         | 기타노 A08 아마기 방면  |